# El restaurant de l'Alice
 El restaurant de l'Alice (títol original en anglès: Alice's Restaurant) és una pel·lícula dels Estats Units de 1969, dirigida per Arthur Penn, adaptació del text de la cançó homònima d'Arlo Guthrie, inspirada d'una anècdota viscuda pel seu autor. Ha estat doblada al català.

## Argument
Com la cançó, la pel·lícula és una crítica satírica del servei militar obligatori als Estats Units durant la guerra del Vietnam, en l'estil humorístic dels hippies.
La base és una anècdota viscuda per Arlo Guthrie i els seus amics el 1965: 

Durant la festa del Dia d'acció de gràcies, Arlo i un amic havien buidat les galledes de les escombraries dels seus amics Alice Brock i Ray Brock, llançant-les sota un pujol, en estar tancada la deixalleria. Són detinguts per l'oficial Obie i han de comparèixer davant el jutge, recollir les deixalles i pagar una multa de 50 dòlars. Al final de la història, Arlo, en el transcurs d'una visita d'aptitud militar, no pot servir en l'exèrcit a causa d'el seu passat criminal .
Al voltant d'aquesta peripècia, la pel·lícula conta la concentració de tots els seus amics al voltant d'Alice i Ray, del seu restaurant, de les festes organitzades en una capella desconsagrada que han recomprat al poble de Stockbridge.
S'hi veu igualment Arlo retre visita al seu pare Woody Guthrie hospitalitzat, on troba la seva mare i també el cantant Pete Seeger interpretat per ell mateix.

## Repartiment
- Arlo Guthrie interpreta el seu propi paper
- Alice Brock: Patricia Quinn
- Ray Brock: James Broderick
- el cap de la polícia de Stockbridge, William Obanhein (Oficial Obie) per ell mateix.
- Woody Guthrie: Joseph Boley
- Pete Seeger ell mateix

## Al voltant de la pel·lícula

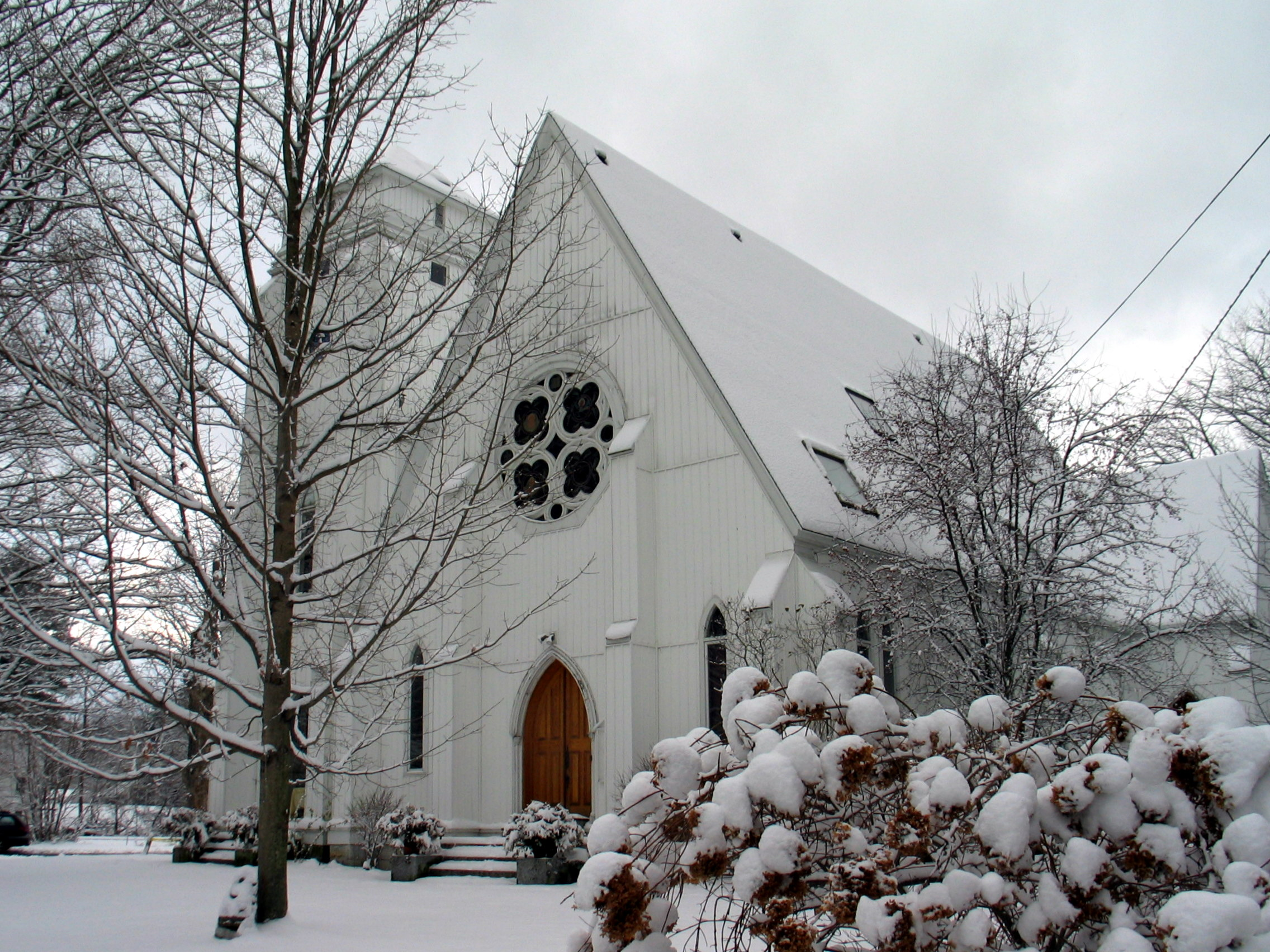
La capella, un dels llocs reals de l'anècdota de 1965

- La verdadera Alice Brock apareix almenys 3 vegades, encarnant personatges secundaris, seguint el principi cinematogràfic del cameo.
- La capella es va convertir després en el Guthrie Center.

## Premis i nominacions

### Nominacions
- 1970: Oscar al millor director per Arthur Penn
- 1970; Script Guild of America pel millor drama per Venable Herndon, Arthur Penn
- 1970: Tercer premi - Laurel Awards - Golden Laurel for Comedy
- 1971: BAFTA a la millor música per Arlo Guthrie